# Iommi (album)
Iommi je debutovým albem kytaristy Black Sabbath Tonyho Iommiho. Album vyšlo v roce 2000 u nakladatelství Divine Records, producentem byl Bob Marlette. Nahrávalo se ve studiích A&M Studios, Chipping Norton, Long View Farm, Studio The Sunset Marquis a Olympic Studios.

## Seznam skladeb
| Pořadí | Název                            | Délka |
| ------ | -------------------------------- | ----- |
| 1.     | Laughing Man (In the Devil Mask) | 3:42  |
| 2.     | Meat                             | 4:55  |
| 3.     | Goodbye Lament                   | 4:52  |
| 4.     | Time is Mine                     | 4:58  |
| 5.     | Patterns                         | 4:22  |
| 6.     | Black Oblivion                   | 8:22  |
| 7.     | Flame On                         | 4:31  |
| 8.     | Just Say No To Love              | 4:29  |
| 9.     | Who's Fooling Who                | 6:12  |
| 10.    | Into the Night                   | 5:06  |

## Obsazení
- Tony Iommi - kytara
- Henry Rollins – zpěv ( 1 )
- Terry Phillips – baskytara ( 1 )
- Jimmy Copley – bicí ( 1, 5 )
- Skin - zpěv ( 2 )
- Martin "Ace Kent" – kytara ( 2 )
- Bob Marlette – baskytara ( 2 )
- John Tempesta – bicí ( 2 )
- Dave Grohl - zpěv, bicí ( 3 )
- Brian May - kytara ( 3, 7 )
- Laurence Cottle – baskytara ( 3, 4, 5, 7, 8, 9 )
- Philip Anselmo – zpěv ( 4 )
- Matt Cameron – bicí ( 4, 7, 8 10 )
- Serj Tankian – zpěv ( 5 )
- Billy Corgan – zpěv, baskytara, kytara ( 6 )
- Kenny Aronoff – bicí ( 6 )
- Ian Astbury – zpěv ( 7 )
- Peter Steele – zpěv, baskytara ( 8 )
- Ozzy Osbourne - zpěv ( 9 )
- Bill Ward - bicí ( 9 )
- Billy Idol – zpěv ( 10 )
- Ben Shepherd – baskytara ( 10 )